# Teyvaz
Teyvaz är en ort i Azerbajdzjan.   Den ligger i distriktet Nachitjevan, i den sydvästra delen av landet, 400 km väster om huvudstaden Baku. Teyvaz ligger 1 690 meter över havet och antalet invånare är 341.
Terrängen runt Teyvaz är lite bergig, och sluttar västerut. Runt Teyvaz är det ganska glesbefolkat, med 25 invånare per kvadratkilometer.. Närmaste större samhälle är Saltaq, 14,6 km sydväst om Teyvaz. 
Trakten runt Teyvaz består i huvudsak av gräsmarker.